# Jean Gruault
Jean Gruault (3 de agosto de 1924 — 8 de junho de 2015) foi um ator e roteirista francês.